# Amphitrite (schip, 1804)
De Amphitrite was een Brits driemastervrachtschip dat eigendom was van Hunter John & Co.
Het schip vertrok te Woolwich op 26 augustus 1833 richting Sydney met 108 vrouwelijke gevangenen en 12 van hun kinderen. Na een periode van windstilheid deed een sterke wind het schip stranden op de zandbanken nabij Boulogne-sur-Mer.
Kapitein John Hunter gaf geen bevel tot evacuatie en weigerde hulp van een Franse vissersboot. Het schip brak in stukken en slechts 3 bemanningsleden overleefden. 137 mensen lieten het leven.